# José de Sarabia (pintor)

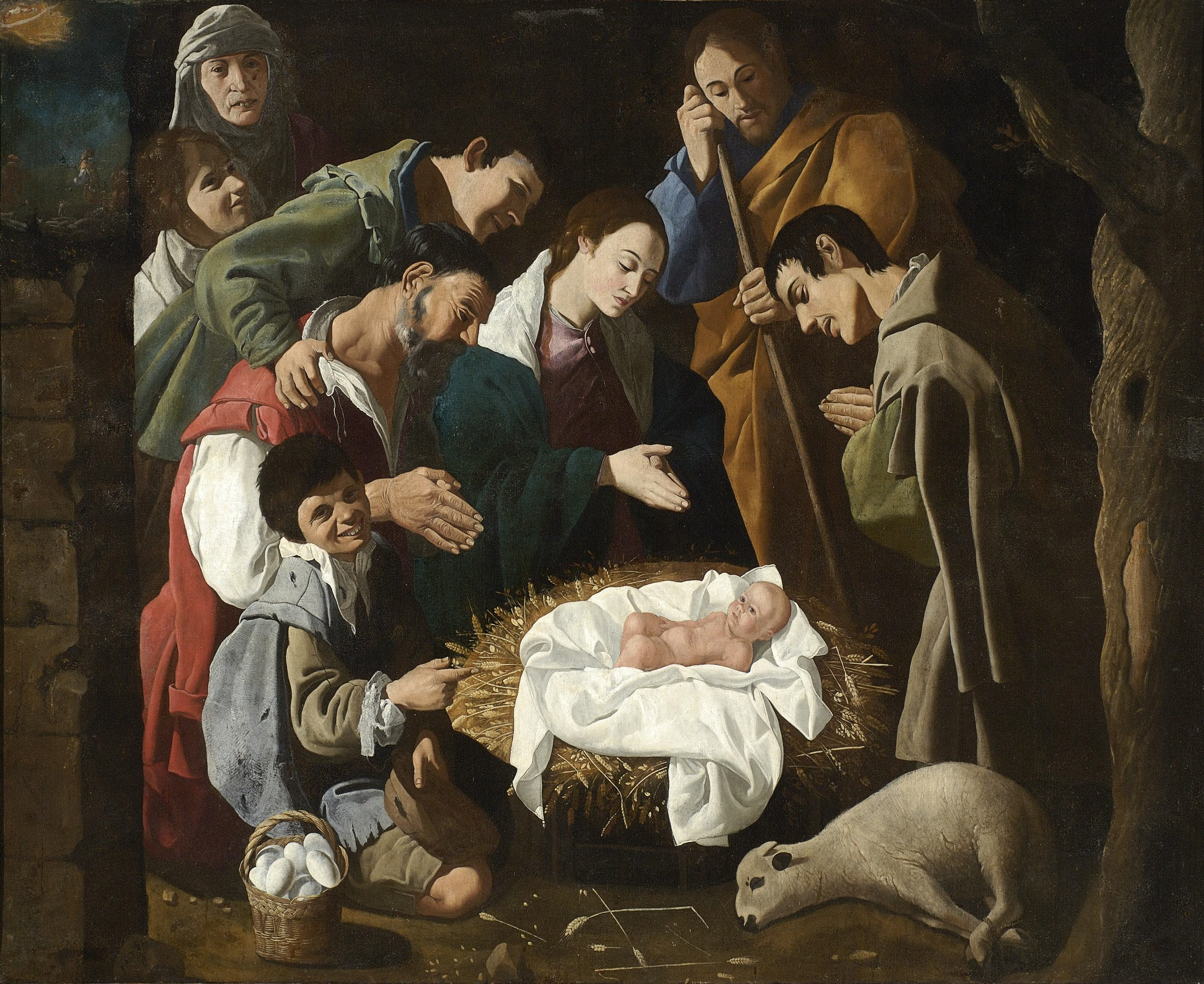
Adoración de los pastores, óleo sobre lienzo, 165 x 204 cm, Museo de Bellas Artes de Córdoba, obra del taller de Zurbarán tradicionalmente atribuida a José de Sarabia.

José de Sarabia (1608-1699), fue un pintor barroco español seguidor de Francisco de Zurbarán.

## Biografía
Nacido en Sevilla, según Antonio Palomino fue hijo del pintor Andrés Ruiz de Sarabia, que marchó a Lima cuando José aún era menor de edad. Estudió luego con Zurbarán, junto con el cordobés Antonio del Castillo y tras completar su formación se habría trasladado con este a Córdoba, donde aparece efectivamente avecindado desde 1630 de forma estable.
Palomino, también cordobés, dice que pintó muchas obras para lugares públicos, especialmente dedicadas a la Inmaculada, enumerando entre ellas «la que está en la Ribera» y la del convento de San Francisco, en el que dejó numerosas obras. Otra Concepción Purísima de Sarabia tenían los padres de Palomino, junto con algunas otras pinturas del mismo, quien también «hizo innumerables cuadros para casas particulares». De todo ello es poco lo conservado o lo que se le puede atribuir con seguridad, no siendo fácil tampoco determinar cuál fuese su estilo, dado que, según dice Palomino, no solía firmar sus obras —con la excepción de una Huida a Egipto no conservada que pintó para el convento de la Victoria— y con frecuencia se valía de estampas, en especial de Rafael Sadeler, «a que fue muy inclinado», y de Rubens, del que copió la Erección de la Cruz en el convento de San Francisco de la Arrizafa.
La Adoración de los pastores, tradicionalmente atribuida en el Museo de Bellas Artes de Córdoba, es una obra de intenso naturalismo que, de ser efectivamente suya, lo calificaría entre los mejores seguidores de Zurbarán, pero muy distinta del lienzo del mismo asunto conservado en el convento de San Francisco, también relacionada con él, y de algunas otras pocas obras atribuidas, en las que el manejo de estampas es más evidente.